# Meditace

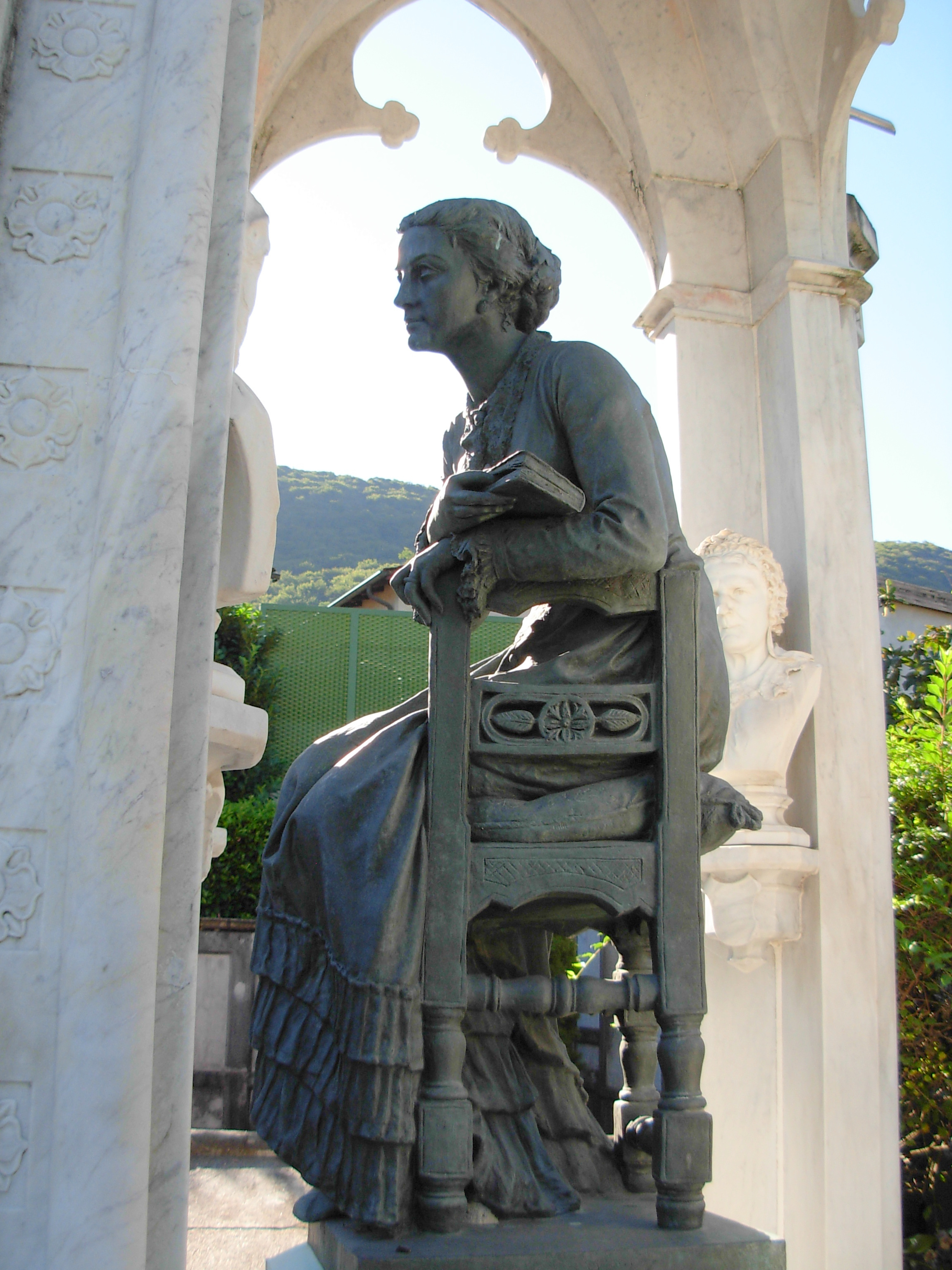
Meditace - Vela Vincenzo

Meditací se nejčastěji rozumí různé praktiky prohlubování soustředění. Ačkoli se meditace obvykle považuje za součást východních náboženství s počátkem ve védském hinduismu, je součástí mnoha náboženských systémů a filosofických škol. Důkazem toho je např. islámský súfismus.
Pod pojem meditace řadíme několik činností, z nichž řada je spojována s dosažením změněného stavu vědomí. Cílem meditace je ale zejména kultivace mysli (její zklidnění) a získání vhledu (ať už do smyslu lidské existence a vesmíru nebo do osobních záležitostí). Někdy tento pojem označuje i prosté rozumové přemítání a v některých náboženstvích také určité druhy modlitby. Ta je podle Osha jedním z typů meditace, stejně jako imaginace (denní snění). K meditaci přistupuje každá škola různě. Některé používají pouze lidskou mysl, které nabízí primární meditační bod (theravádový buddhismus), jiné užívají externí pomůcky, jako jsou např. mandaly.
Metaanalýza publikovaná v roce 2018 ukázala, že meditace nemusí člověka dělat lepším a že předchozí studie měly často metodologické chyby. Jiná metaanalýza z roku 2018 ukázala, že vědecké studie, které se snaží podpořit prospěšnost meditace, jsou velmi často metodologicky závadné. Chabou metodologickou kvalitu prokazuje i metaanalýza z roku 2007. Léčebné meditační techniky jako jsou například transcendentální meditace či čínská meditační léčebná metoda jsou považovány za pseudovědecké.
Ovšem, jelikož je meditace věc zcela subjektivní, tak platí, že, pokud nepůsobí a tedy nefunguje na jednoho jedince, na druhého fungovat může. I přes to, že je hodně studií, které neprokazují její prospěšnost, tak je tu současně i hodně těch, které se snaží bránit její hodnoty a poukázat na již zmíněný fakt citovaný dříve. Avšak meditace v jistých případech může mít i negativní vliv.

## Přehled
Slovo meditace pochází z latinského „meditatio“, které znamená „rozjímání“. V tomto významu se používá v křesťanství, například „meditace o utrpení Krista“. V křesťanství se vyskytuje také rozjímání během chůze v labyrintu nebo rozprava s Bohem během modliteb. Podle Tomáše Halíka má jít v meditaci o to, aby se člověk osvobodil „od obrazů“ a tím „vyprázdnil mysl“ a stal se duchovně svobodným. Výrazem "meditace" se přitom zpravidla označuje zaměření na konkrétní téma a jeho diskurzivní promýšlení; soustředění bez určitého obsahu se v křesťanství označuje spíše jako kontemplace.
Na konci 19. století začali teosofové toto slovo používat k označení různých duchovních praktik zejména z hinduismu a buddhismu. Termín „meditace“ tedy nelze přiřadit k jednomu konkrétnímu konceptu, ale lze jím přeložit například sanskrtská slova samádhi, bhávaná nebo pránájáma.
Meditací se obvykle míní jedno z následujících:
- stav, kdy je mysl zbavená všech myšlenek
- mentální otevření se „božskému“
- soustředění mysli na jeden objekt (jako je dýchání nebo slovní mantra)
- intuitivní vhled do náboženské doktríny (např. vipassaná v buddhismu)

Meditace se nejčastěji objevuje v náboženském kontextu a dnes je rozvíjena v mnoha spirituálních hnutích, jako je práma jóga, New Age a omezeně i v křesťanství. Je však využívána i jinde, například v bojových uměních nebo ve zdravotnictví jako metoda zvládání stresu.

## Meditace vjudaismu
Židovští komentátoři, filosofové i kabalisté používají pro meditaci nejčastěji hebrejský výraz hitbodedut (התבודדות), který je odvozen od slovesného kořene badad (בדד), jež značí „být sám“. V případě meditace však nejde o fyzické odloučení či izolaci, ale o proces, kdy jedinec mentálně izoluje svou podstatu od myšlenek neboli svou duši od těla, což je stav, kdy vědomí jeho duše neboli intelekt není v konečné fázi nijak rušen imaginací, jež zprostředkovává jeho tělo skrze centrální nervovou soustavu. Cílem takové meditace je, aby člověk dosáhl osvícení, jemuž se hebrejsky říká ruach ha-kodeš (doslova „duch Svatý“), což je termín, který se vyskytuje v Bibli. Ruach ha-kodeš je totiž Božskou inspirací, která je považována za nutný předstupeň vyšší formy zjevení, jež je v Bibli označována jako proroctví. Ač to z překladů biblického textu obyčejně není zcela zřejmé, všichni tzv. starozákonní „proroci patřili k největším mystikům všech dob a aktivně se zabývali těmi nejvznešenějšími meditačními technikami“. Například Talmud vyjmenovává deset postupných kroků, jimiž člověk musí očistit svou duši, aby mohl obdržet ruach ha-kodeš, v tomto sledu:
1. studium (Tóry),
2. opatrnost (neboli praktické dodržování Tóry),
3. horlivost (v dodržování všech micvot, jež má konkrétní jednotlivec povinnost dodržovat – nežidů se týká důsledné dodržování sedmi noachidských přikázání),
4. čistota (jak v mysli, tak činech),
5. zdrženlivost (ve věcech dovolených, které by mohly vést k nesprávnému jednání),
6. neposkvrněnost (neboli očištění od všech poskvrn minulých i přítomných),
7. zbožnost (ve smyslu dosažení větší oddanosti Bohu, než vyžaduje jeho zákon),
8. pokora (ve smyslu negace vlastního ega),
9. strach z hříchu (ve smyslu dosažení tak čistého vnímání dobra, že se jedinec až děsí hříchu, a plného uvědomění si všudypřítomnosti zla),
10. svatost (ve smyslu oddělenosti od tělesnosti).

## Meditace v křesťanství
V křesťanství meditace někdy splývá s pojmem kontemplace. Jezuitský misionář Anthony de Mello ze svých indických zkušeností sepsal knihu křesťanských meditací Sádhana - cesta k Bohu. Řeckokatolický kněz působící ve Francii Alphonse Goettmann s manželkou Rachel představil svůj koncept v díle Zasvěcení do meditace. To, co nás přesahuje, je v nás. Meditaci se věnuje i řada křesťanských duchovních právě tak, jak je představena jako další cesta k Bohu vedle modlitby.

## Meditace v buddhismu
Meditace je v buddhismu ústředním pilířem všech nauk Buddhy. Šákjamuni Buddha předal 84 000 nauk, které jsou protilékem na 84 000 zmatených stavů mysli. Meditace slouží k odstranění či transformování těchto zmatených pocitů v dokonalé vlastnosti jakými jsou například soucit, moudrost, radost, vnitřní síla, pronikavý vhled apod.
Každá z úrovní buddhismu (Hínajána, Mahájána, Vadžrajána) má své specifické metody meditace. V krátkosti se dá říci, že všechny meditace v buddhismu slouží ke zklidnění mysli, rozvíjení dobrých lidských vlastností a získání vhledu do podstaty mysli.

### Dvě základní meditace v buddhismu
Následující dvě meditace se používají ve všech tradicích buddhismu.
Meditace zklidnění mysli (tib. šinä; skt. šamatha): pokojná meditace, která rozvíjí klidnou mysl. Jde o hluboké soustředění se na jeden bod - často proud dechu na špičce nosu, sošku Buddhy, či chůzi.
Meditace vhledu (tib. lhagtong; skt. vipášana): meditace, která rozvíjí vhled do podstaty mysli. Někdy je popisována jako analytická meditace, nebo meditace pronikavého vidění.
V tibetském buddhismu se například používají meditace: výše zmiňované, tzv. Přípravné praxe (tib. Ngöndro), meditace na jidam, Šest nauk Náropy, Velká pečeť, atd.
V theravádovém buddhismu je dále používána také meditace mettá a meditace chůze (čankamana).

## Meditace s mandalou
Mandala je obrazec, který lze považovat za nadkulturní symbol jednoty a rovnováhy. V mnoha kulturách je používána jako prostředek sloužící ke zklidnění mysli, meditaci a případně komunikaci s bohem.

## Meditace podle Rudolfa Steinera
Podle Rudolfa Steinera existují tři cesty okultního vývoje:
1. orientální
2. křesťansko-gnostická
3. rosekruciánsko-křesťanská

Proto existují i tři školení, meditace, které vedou ke stejnému cíli, ale liší se navzájem jen stupněm oddanosti žáka k učiteli.

### Orientální školení
Meditace, zvané také jóga, je vývoj, při kterém se jednotlivý, na fyzické úrovni žijící zasvěcený člověk stane učitelem, tak zvaným „guru“ (sanskrt. guru – ctihodný, učitel) jiného člověka. Žák se pak úplně (i ve všech jednotlivostech) spoléhá na svého učitele a závisí na něm. To je cesta vhodná pro indickou povahu. Vylíčeného stavu lze nejlépe dosáhnout, když žák po dobu vývoje úplně vypne své „já“ a přenechá je svému učiteli. Učitel musí dokonce dávat rady i při iniciativě k jednání. Evropská kultura takovou oddanost vůbec nepřipouští.
V orientálním školení platí přísný požadavek, aby se žák podrobil svému učiteli. Pokyny, které učitel v orientální okultní výchově dává nelze udělovat veřejně.
To, co je podáváno jako pokyny, lze rozdělit do osmi skupin: 1. Jama, 2. Nijama, 3. Ásana, 4. Pránájáma, 5. Pratjáhára, 6. Dhárana, 7. Dhjána, 8. Samádi.

### Křesťanské školení
Meditace je vývoj, který staví na místo jednotlivého učitele samotného Ježíše Krista, pro všechny. Cit pospolitosti ke Kristu Ježíši, být s ním zajedno, může nahradit oddanost k jednotlivému učiteli. Ale je nutné, abychom k němu byli teprve dovedeni pozemským učitelem. I zde je člověk na fyzické úrovni v jistém směru závislý na učiteli.
Cestu křesťanského školení může žák nastoupit na radu učitele, který ví, co je nutné dělat, a který vždy může při každém kroku napravit to, v čem se stala chyba. Ale velikým učitelem je tu sám Ježíš Kristus. Proto je nutná dostatečná víra v to, že Ježíš Kristus skutečně žil. Bez této víry je citové spojení s ním nemožné.
To, co se podává jako zasvěcení, lze rozdělit do sedmi stupňů: 1. Mytí nohou, 2. Bičování, 3. Korunování trnovou korunou, 4. Nesení kříže, 5. Mystická smrt, 6. Kladení do hrobu, 7. Zmrtvýchvstání.

### Rosekruciánské školení
Nejsamostatnější je člověk při rosekruciánském školení, meditaci. Učitel zde není vůdcem, ale rádcem; je tím, kdo dává pokyny, co je vhodné dělat. Zároveň pečuje o to, aby souběžně s okultním školením pokračoval rozhodující vývoj myšlení, bez kterého nelze vůbec okultní vývoj prodělat.
Podstatu tohoto rosekruciánského školení lze označit slovy „pravé sebepoznání“. Přitom je nutné rozlišovat dvě věci (a rosekruciánský žák je nesmí rozlišovat pouze teoreticky, ale i prakticky, tj. musí se snažit své poznání uvést do praktického života).
Jsou dva druhy sebepoznání:
1. nižší sebepoznání, které rosekruciánský žák nazývá sebezrcadlení; tím se má překonat nižší „já“;
2. vyšší sebepoznání, zrozené sebezřeknutím.

Stupně rosekruciánského školení jsou spíše vnitřními stupni a vyžadují, aby člověk pěstoval vyšší duševní život subtilním způsobem.
Lze je rozdělit do sedmi skupin: 1. Studium, 2. Imaginace čili imaginativní poznání, 3. Učení se okultnímu písmu, 4. Rytmizování života a dechu, 5. Shoda mikrokosmu s makrokosmem, 6. Pobývání nebo pohroužení se do makrokosmu, 7. Božská blaženost.
Skutečně vystoupit mimo svou bytost znamená zřeknout se sebe. Proto směřuje rosekruciánská výchova k tomu, aby se nižší „já“ dostalo z člověka. V theosofii se podle R. Steinera na počátku jejího působení dělala nejhorší chyba tím, že se říkalo: „Je nutné nehledět k vnějšímu světu, ale zírat do svého nitra.“ To byla velká iluze. Tady člověk nachází jen své nižší „já“, čtvrtý článek své bytosti, který se domnívá, že je něčím božským, zatímco ničím božským není. Abychom poznali božství, je nutné vystoupit mimo sebe.